# Louise sparì di notte
Louise sparì di notte  (titolo originale: Shell Game) è un thriller della scrittrice statunitense Carol O'Connell, pubblicato nel 1999.
Il libro è stato tradotto in sei lingue; in Italia,è stato edito  da Piemme nel 2000.

## Edizioni in italiano
- Carol O'Connell, Louise sparì di notte: thriller, trad. di Luciana Crepax, Piemme, Casale Monferrato 2000 ISBN 88-384-4928-7
- Carol O'Connell, Louise sparì di notte, traduzione di Luciana Crepax, Piemme Pocket, Casale Monferrato c2003 ISBN 88-384-6335-2
- Carol O'Connell, Louise sparì di notte, traduzione di Luciana Crepax, Maestri del thriller 29, Piemme, Casale Monferrato 2005 ISBN 88-384-6335-2 ISBN 88-384-8744-8